# Allopogonia villosa
Allopogonia villosa is een keversoort uit de familie Artematopodidae. De wetenschappelijke naam van de soort is voor het eerst geldig gepubliceerd in 1880 door Horn.